# Barnówko
Barnówko (deutsch: Berneuchen) ist ein Dorf, das zur Stadt Dębno (Neudamm) im Powiat Myśliborski (Kreis Soldin) der polnischen Woiwodschaft Westpommern gehört.

## Lage

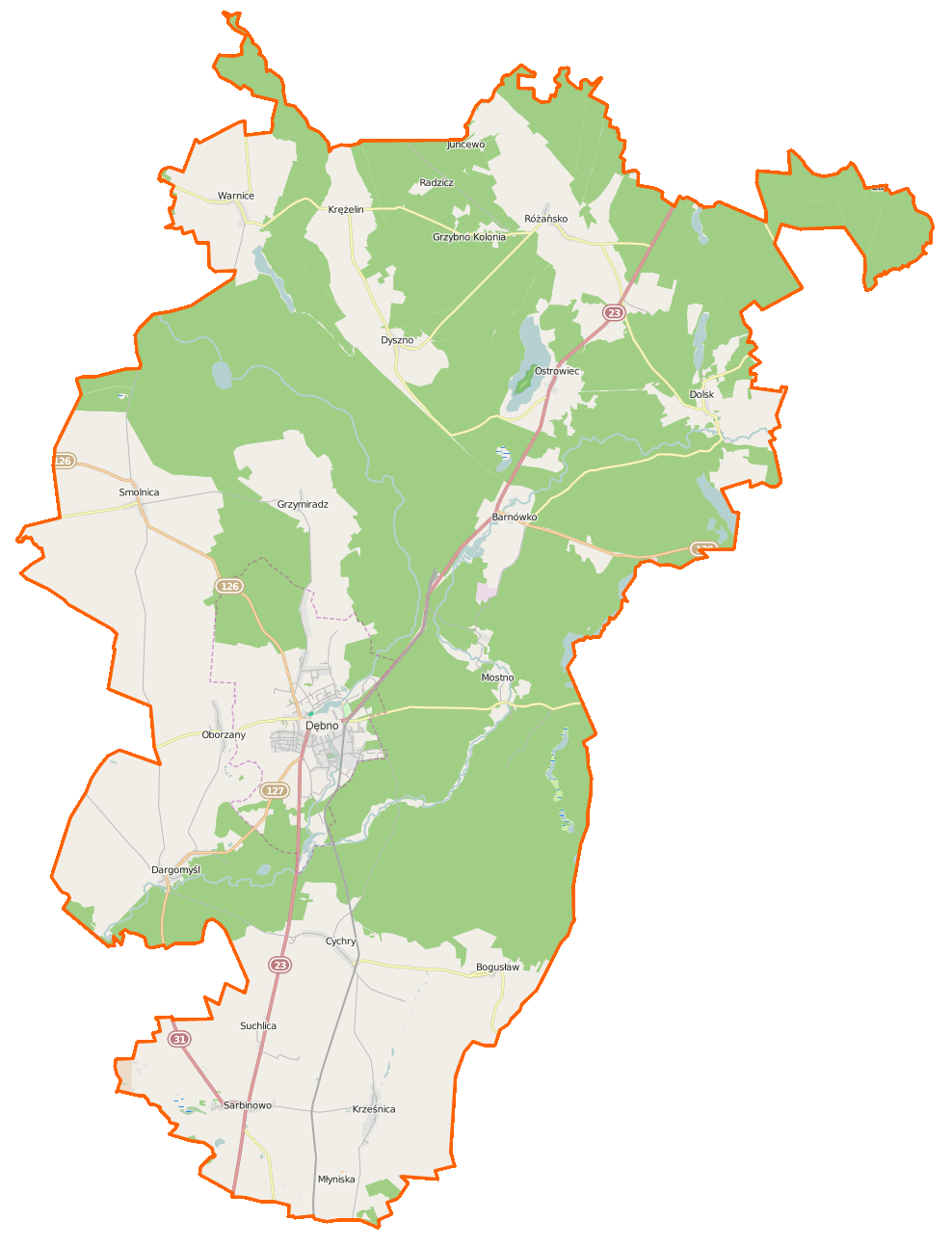
Karte der Stadt Dębno (Neudamm), die südlich des Ortes liegt

Der Ort liegt in der Neumark, ungefähr 8 km nordöstlich von Dębno, 18 km südlich von Myślibórz und 72 km südlich von Stettin.

## Geschichte
In Berneuchen entstand in den 1920er Jahren die Berneuchener Bewegung, eine evangelische kirchliche Reformbewegung.
Seit 2000 wird in der Lagerstätte Barnówko-Mostno-Buszewo Öl und Gas gefördert. Im Ort leben rund 290 Einwohner.

## Persönlichkeiten
- Georg von dem Borne (1867–1918), Geophysiker, geboren in Berneuchen
- Rudolf von Viebahn (1838–1928), General der Infanterie, lebte/starb in Berneuchen

## Belege
1. ↑  Historia miasta | Urząd Miejski w Dębnie. Abgerufen am 16. März 2024.